# Arquidiócesis de Tulancingo
La arquidiócesis de Tulancingo (en latín: Archidioecesis Tulancingensis) es una circunscripción eclesiástica de la Iglesia católica en México. Se trata de una arquidiócesis latina, sede metropolitana de la provincia eclesiástica de Hidalgo. Desde el 29 de agosto de 2024 es arzobispo de Tulancingo Monseñor Óscar Roberto Domínguez Couttolenc, M.G.

## Territorio y organización

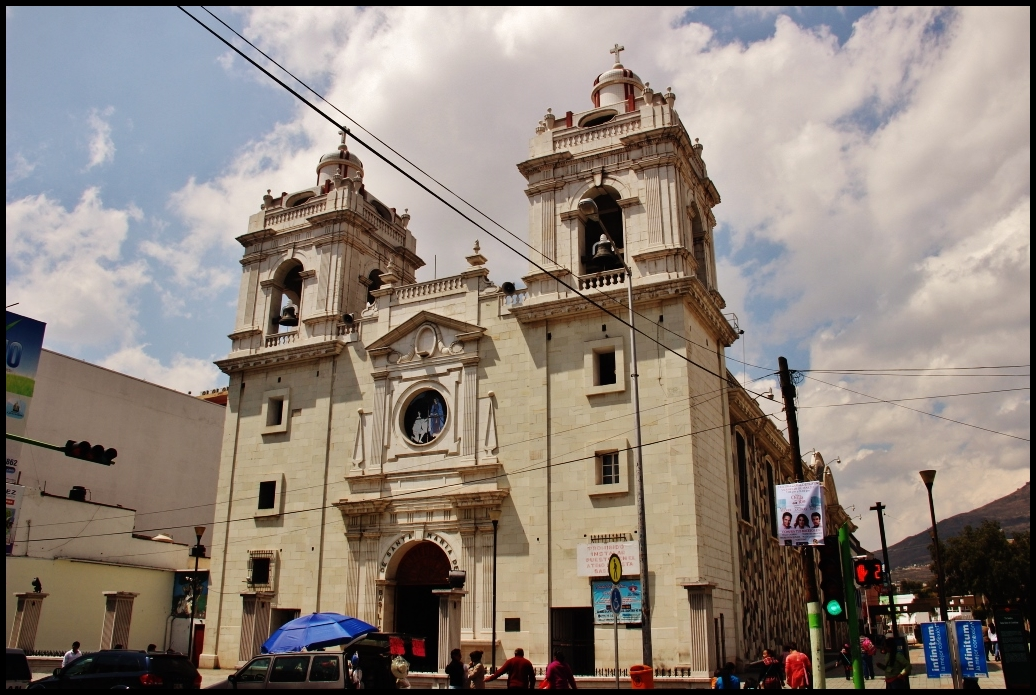
Basílica de Nuestra Señora de Guadalupe, en Pachuca de Soto

La arquidiócesis tiene 10 696 km² y extiende su jurisdicción sobre los fieles católicos de rito latino residentes en 32 municipios del oriente del estado de Hidalgo, 14 municipios de la Sierra Norte de Puebla del estado de Puebla y 3 municipios de la Huasteca Baja del estado de Veracruz.
La arquidiócesis limita por el norte con la Diócesis de Huejutla, por el noroeste con las de Tuxpan y Papantla, por el este con la Arquidiócesis de Puebla de los Ángeles, por el sureste con la Diócesis de Tlaxcala, por el sur con la Diócesis de Teotihuacán, por el suroeste con la Diócesis de Cuautitlán y por el oeste con la Diócesis de Tula.
La sede de la arquidiócesis se encuentra en la ciudad de Tulancingo, en donde se halla la Catedral Metropolitana de San Juan Bautista, la curia y la residencia arzobispal. La arquidiócesis cuenta además con una gran riqueza arquitectónica en templos y santuarios en su jurisdicción, varios de ellos declarados Monumentos Históricos de México. Entre los santuarios destacan dos basílicas menores:
- Basílica de la Inmaculada Concepción, ubicada en Chignahuapan (Puebla).
- Basílica de Santa María de Guadalupe, en Pachuca de Soto (Hidalgo).

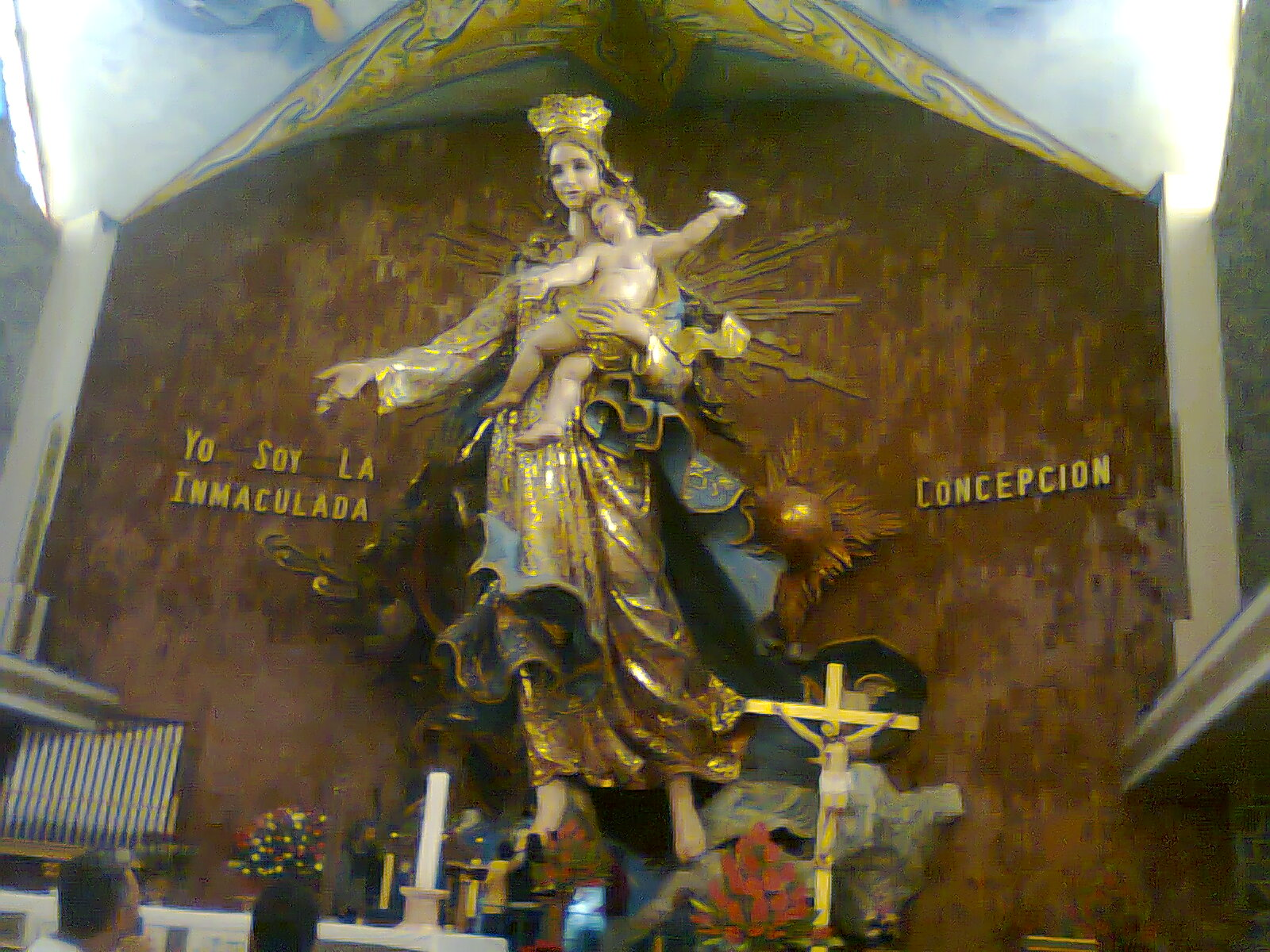
Presbiterio de la Basílica de la Inmaculada Concepción, en Chignahuapan. Destaca una imagen en bulto representando la Inmaculada Concepción, la cual mide 12 m de alto.

Por su parte, la Parroquia de Todos los Santos de Zempoala, su templo y su exconvento, son considerados Patrimonio de la Humanidad de la UNESCO.

### División pastoral
Las parroquias existentes en la arquidiócesis son agrupadas en 12 vicarías pastorales o foranías, sea por lo que la arquidiócesis llama homogeneidad pastoral; o bien, por cercanía entre parroquias. Al frente de cada una se encuentra un vicario pastoral o foráneo que se encarga de representarla en el Consejo de Foráneos, con el fin de organizar la vida pastoral de la Diócesis; además de las atribuciones canónicas propias como arciprestes.
Las vicarías pastorales se componen de los siguientes municipios (según la ubicación de las sedes parroquiales):
- Vicaría Pastoral de Actopan: Municipios de Actopan, El Arenal y San Agustín Tlaxiaca (Hidalgo)

- Vicaría Pastoral de Apan: Municipios de Apan, Almoloya, Emiliano Zapata, Singuilucan, Tepeapulco, Tlanalapa y Zempoala (Hidalgo)

- Vicaría Pastoral de Atotonilco: Municipios de Acatlán, Atotonilco el Grande, Huasca de Ocampo, Mineral del Chico y Omitlán de Juárez (Hidalgo)

- Vicaría Pastoral de Chignahuapan: Municipios de Acaxochitlán (Hidalgo); Ahuazotepec, Aquixtla y Chignahuapan (Puebla)

- Vicaría Pastoral de Cuautepec: Municipios de Cuautepec de Hinojosa y Santiago Tulantepec de Lugo Guerrero (Hidalgo); Chignahuapan (Puebla)

- Vicaría Pastoral de Huauchinango: Municipios de Chiconcuautla, Huauchinango, Juan Galindo, Naupan, Tlaola, Xicotepec de Juárez y Zihuateutla (Puebla)

- Vicaría Pastoral de Huayacocotla (Sierra Hidalgo-Veracruz): Municipios de Agua Blanca de Iturbide, Huehuetla, Metepec, San Bartolo Tutotepec, Tenango de Doria y Tulancingo de Bravo (Hidalgo); Huayacocotla, Texcatepec y Zacualpan (Veracruz)

- Vicaría Pastoral de Pachuca Norte: Municipios de Epazoyucan, Mineral del Monte, Mineral de la Reforma y Pachuca de Soto (Hidalgo)

- Vicaría Pastoral de Pachuca Sur: Municipios de Epazoyucan, Mineral de la Reforma y Pachuca de Soto (Hidalgo)

- Vicaría Pastoral de Pahuatlán (Sierra Puebla): Municipios de Honey, Pahuatlán, Tlacuilotepec y Tlaxco (Puebla)

- Vicaría Pastoral de Tizayuca: Municipios de Tizayuca, Tolcayuca, Villa de Tezontepec, Zapotlán de Juárez y Zempoala (Hidalgo)

- Vicaría Pastoral de Tulancingo: Municipios de Santiago Tulantepec de Lugo Guerrero, Singuilucan y Tulancingo de Bravo (Hidalgo)

### Provincia eclesiástica
La provincia eclesiástica de Hidalgo está formada por la arquidiócesis de Tulancingo —que es la sede metropolitana— y las diócesis sufragáneas de: Huejutla y Tula. Además, el arzobispo de Tulancingo es el metropolitano de la provincia y tiene autoridad limitada sobre las diócesis sufragáneas.
| Provincia eclesiástica de Hidalgo | Provincia eclesiástica de Hidalgo | Provincia eclesiástica de Hidalgo |
| Catedral                          | Advocación                        | Diócesis                          |
| --------------------------------- | --------------------------------- | --------------------------------- |
| Catedral de Tulancingo            | San Juan Bautista                 | Tulancingo                        |
| Catedral de Huejutla              | Cristo Rey                        | Huejutla                          |
| Catedral de Tula                  | San José                          | Tula                              |

## Historia
La diócesis de Tulancingo fue erigida el 26 de enero de 1863 con la bula In universa gregis del papa Pío IX, obteniendo el territorio de la arquidiócesis de México, de la cual originalmente era sufragánea. La bula fue ejecutada el 22 de mayo de 1864.
Posteriormente, cedió partes de su territorio para la erección de:
- la diócesis de Huejutla el 24 de noviembre de 1922 mediante la bula Inter negotia del papa Pío XI;[6]
- la diócesis de Tula el 27 de febrero de 1961 mediante la bula Postulant quandoque del papa Juan XXIII;[7]
- la diócesis de Tuxpan el 9 de junio de 1962 mediante la bula Non latet del papa Juan XXIII.[8]

El 25 de noviembre de 2006, con la bula Mexicani populi del papa Benedicto XVI, la diócesis fue elevada al rango de arquidiócesis metropolitana, asignándose como sufragáneas a las diócesis de Huejutla y Tula.

## Estadísticas
Según el Anuario Pontificio 2021 la arquidiócesis tenía a fines de 2020 un total de 1 557 600 fieles bautizados.
| Año                                                                             | Población            | Población | Población      | Sacerdotes | Sacerdotes    | Sacerdotes    | Bautizados por sacerdote | Diáconos permanentes | Religiosos | Religiosos | Parroquias |
| Año                                                                             | Bautizados católicos | Total     | % de católicos | Total      | Clero secular | Clero regular | Bautizados por sacerdote | Diáconos permanentes | Varones    | Mujeres    | Parroquias |
| ------------------------------------------------------------------------------- | -------------------- | --------- | -------------- | ---------- | ------------- | ------------- | ------------------------ | -------------------- | ---------- | ---------- | ---------- |
| 1950                                                                            | 626 600              | 629 800   | 99.5           | 74         | 72            | 2             | 8467                     |                      | 5          | 153        | 56         |
| 1966                                                                            | 613 457              | 632 467   | 97.0           | 94         | 93            | 1             | 6526                     |                      | 10         | 215        | 53         |
| 1970                                                                            | 656 868              | 677 712   | 96.9           | 89         | 89            |               | 7380                     |                      | 7          | 238        | 53         |
| 1976                                                                            | 724 895              | 748 579   | 96.8           | 79         | 79            |               | 9175                     |                      | 5          | 224        | 54         |
| 1980                                                                            | 898 990              | 961 180   | 93.5           | 83         | 79            | 4             | 10 831                   |                      | 8          | 137        | 56         |
| 1990                                                                            | 1 137 944            | 1 226 384 | 92.8           | 82         | 78            | 4             | 13 877                   |                      | 8          | 195        | 58         |
| 1999                                                                            | 1 940 000            | 2 000     | 97.0           | 148        | 146           | 2             | 13 108                   |                      | 10         | 150        | 74         |
| 2000                                                                            | 1 940 000            | 2 000     | 97.0           | 155        | 153           | 2             | 12 516                   |                      | 10         | 150        | 74         |
| 2001                                                                            | 1 940 000            | 2 000     | 97.0           | 157        | 155           | 2             | 12 356                   |                      | 10         | 150        | 83         |
| 2010                                                                            | 1 480 845            | 1 607 000 | 92.1           | 170        | 162           | 8             | 8710                     | 1                    | 29         | 176        | 84         |
| 2014                                                                            | 1 589 000            | 1 741 000 | 91.3           | 161        | 155           | 6             | 9869                     | 1                    | 18         | 179        | 88         |
| 2017                                                                            | 1 512 200            | 1 707 300 | 88.6           | 155        | 149           | 6             | 9756                     | 1                    | 15         | 179        | 90         |
| 2020                                                                            | 1 557 600            | 1 758 600 | 88.6           | 164        | 154           | 10            | 9497                     | 1                    | 30         | 171        | 93         |
| Fuente: Catholic-Hierarchy, que a su vez toma los datos del Anuario Pontificio. |                      |           |                |            |               |               |                          |                      |            |            |            |

En 2007 hubo 29 157 primeras comuniones y 4199 matrimonios.

## Episcopologio

### Obispos de Tulancingo
| Foto | Escudo | Nombre del titular                          | Período                                          | Fin del cargo (razón)                      |
|      |        | Juan Bautista de Ormaechea y Ernáiz †       | 19 de marzo de 1863-19 de marzo de 1884          | Falleció                                   |
|      |        | Agustín de Jesús Torres y Hernández, C.M. † | 30 de julio de 1885-29 de septiembre de 1889     | Falleció                                   |
|      |        | José María Armas y Rosales †                | 4 de junio de 1891-14 de mayo de 1898            | Falleció                                   |
|      |        | Maximiano Reynoso y del Corral †            | 28 de noviembre de 1898-1901                     | Renunció                                   |
|      |        | José Mora y del Río †                       | 23 de noviembre de 1901-15 de septiembre de 1907 | Nombrado arzobispo de León                 |
|      |        | José Juan de Jesús Herrera y Piña †         | 23 de septiembre de 1907-7 de marzo de 1921      | Nombrado arzobispo de Linares o Nueva León |
|      |        | Vicente Castellanos y Núñez †               | 26 de agosto de 1921-16 de septiembre de 1932    | Renunció                                   |
|      |        | Luis María Altamirano y Bulnes †            | 13 de marzo de 1933-1 de mayo de 1937            | Nombrado arzobispo coadjutor de Morelia    |
|      |        | Miguel Darío Miranda Gómez †                | 1 de octubre de 1937-20 de diciembre de 1955     | Nombrado arzobispo coadjutor de México     |
|      |        | Adalberto Almeida y Merino †                | 28 de mayo de 1956-14 de abril de 1962           | Nombrado obispo de Zacatecas               |
|      |        | José Esaúl Robles Jiménez †                 | 24 de julio de 1962-12 de diciembre de 1974      | Nombrado obispo de Zamora                  |
|      |        | Pedro Arandadíaz Muñoz †                    | 10 de abril de 1975-24 de noviembre de 2006      | Elevación de Tulancingo a arquidiócesis    |

### Arzobispos de Tulancingo
| Foto | Escudo | Nombre del titular                       | Período                                    | Fin del cargo (razón) |
|      |        | Pedro Arandadíaz Muñoz †                 | 25 de noviembre de 2006-4 de junio de 2008 | Retirado              |
|      |        | Domingo Díaz Martínez                    | 31 de julio de 2008-3 de julio de 2024     | Retirado              |
|      |        | Óscar Roberto Domínguez Couttolenc, M.G. | Desde el 29 de agosto de 2024              | —                     |